# Sítio arqueológico de Vale Frio
O Sítio arqueológico de Vale Frio corresponde aos vestígios de uma necrópole e de um povoado, situados no concelho de Aljustrel, na região do Alentejo, em Portugal.

## Descrição e história
O sítio arqueológico situa-se junto à Barragem do Penedrão, nas imediações da Estrada Nacional 2, na freguesia de Ervidel, perto da fronteira com o concelho de Ferreira do Alentejo.
No local foram encontrados dois núcleos de vestígios, sendo o primeiro sido identificado como uma necrópole composta de sepulturas de cistas, provavelmente utilizada durante a Idade do Bronze, e num conjunto de materiais de construção, como tégulas e tijolos, disperso numa área de aproximadamente 16 Ha, que poderá ter sido um assentamento romano e/ou da Idade Média. A necrópole é formada por uma cista e um conjunto de três cistas, sendo este último desviado no sentido Nordeste. A cista é de planta subrectangular e sensivelmente trapezoidal, orientada de Sudoeste para Nordeste, e tem cerca de 1 m de comprimento por 0,60 m de largura média e 0,36 m de altura. Foi escavada no solo, e tinha esteios em cutelo, formados por lajes inteiras em xisto ardosiano. Foi muito danificada por trabalhos agrícolas e devido às obras de instalação da barragem, tendo sido parcialmente destruída. Continha dois níveis de cadáveres, tendo o primeiro sido já remexido, com o desaparecimento dos cadáveres, mas no segundo ainda se encontraram os restos osteológicos de dois indivíduos.  Quanto ao conjunto de três cistas, estas também foram escavadas no substrato geológico, e formadas por lajes de xisto. No seu interior foram encontrados os vestígios de três indivíduos, um ossário e uma taça do tipo de atalaia. Trabalhos arqueológicos feitos entre 2009 e 2010 permitiram descobrir um novo conjunto de quatro sepulturas, formadas por lajes de xisto fincadas, além de possivelmente uma outra sepultura, que tinha uma laje de xisto disposta na horizontal, e que continua restos osteológicos e fragmentos de peças de cerâmica. A necrópole poderá estar relacionada com o recinto de fossas encontrado no outro lado do barranco, já no concelho de Ferreira do Alentejo. Quanto aos materiais, a sua reduzida dispersão pode indicar que estes terão terão vindo por arrasto com trabalhos de agricultura intensiva naquela área.
O espólio encontrado no local inclui materiais de construção e peças de cerâmica doméstica, destacando-se uma taça na tipologia de atalaia. Foi preservado no Museu Municipal de Aljustrel.
Os primeiros trabalhos arqueológicos foram feitos em 2005, como parte do Estudo de Impacte Ambiental para os troços de ligação do Pisão-Roxo e Pisão-Beja do sistema de rega do Alqueva, tendo sido identificadas 95 ocorrências patrimoniais, das quais três estavam fora da área de intervenção. O local foi novamente alvo de pesquisas em 2008 e 2009, tendo sido investigadas as cistas, e encontrados alguns materiais antigos, incluindo um fragmento de uma peça em terra sigillata. Parte dos trabalhos de 2009 foram feitos pela empresa Neoépica, coordenados por Inês Ferreira e Raquel Santos, e consistiram em três sondagens manuais no conjunto de cistas, tendo sido encontrados materiais osteológicos e de cerâmica.
Em Outubro de 2020, a empresa ERA Arqueologia realizou trabalhos de prospecção geofísica no local, a pedido da Empresa de Desenvolvimento e Infra-estruturas do Alqueva, com a finalidade de recolher mais informações sobre os sítios arqueológicos que tinham sido algo de investigações anteriores. Como resultado das pesquisas de 2020, foram identificados, com um grau de certeza de 50%, vários núcleos de estruturas negativas, incluindo muros, um fosso de recinto pré-histórico, e recintos de pequenas dimensões.